# Ucieczka King Konga
Ucieczka King Konga (jap. キングコングの逆襲 Kingu Kongu no gyakushū; ang. King Kong Escapes) – japońsko-amerykański film typu kaijū z 1967 roku w reżyserii Ishirō Hondy. Powstał wraz z Sasaki Kojirō, Kureji ogon sakusen, Buntem, Minami Taiheiyō no Wakadaishō, Cesarzem i generałem, Taifū to zakuro, Natsukashiki fue ya taiko, Midaregumo i Kigeki: Ekimae hyaku-nen na 35-lecie istnienia Tōhō.

## Fabuła
Łódź podwodna pod kuratelą ONZ Explorer prowadzi na Morzu Jawajskim poszukiwania ropy naftowej. Jej dowódcy, komandor Carl Nelson i komandor podporucznik Jiro Nomura w wolnym czasie teoretyzują nad istnieniem mitycznego goryla – King Konga, mogącego żyć na pobliskiej wyspie Mondo.
Na Biegunie Północnym szalony naukowiec, doktor Who otrzymuje zlecenie od tajemniczego azjatyckiego kraju, by wydobyć Element X do produkcji broni masowej zagłady. W tym celu konstruuje robota w kształcie King Konga – Mechani-Konga. Jednak radioaktywność wytwarzana przez Element X powoduje usterki u Mechani-Konga. Madame Pirania reprezentująca kraj finansujący doktora Who, grozi mu odcięciem funduszy, jednak ten ją przekonuje by dać mu czas na naprawę Mechani-Konga.
Explorer wymaga naprawy i jego załoga musi zatrzymać na wyspie Mondo. Daje to okazję Nelsonowi i Nomurze do eksploracji wyspy. Wraz z sanitariuszką i dziewczyną Nomury, por. Susan Watson podczas zwiedzania natrafiają się na starego tubylca ostrzegającego przed przekroczeniem terytorium King Konga. Wkrótce Susan zostaje zaatakowana przez Gorozaura. Jej krzyki budzą stworzenie znajdujące się w pobliskiej jaskini. Okazuje się to być King Kong, który ratuje Susan i pokonuje Gorozaura. Kong zakochuje się w Susan i chce za nią podążać, lecz atakuje go wciąż żywy Gorozaur. King Kong zabija go na dobre. Susan wraz z Nelsonem i Nomurą wraca Explorera, jednak atakuje ich wąż morski. Z opresji ratuje ich ponownie podążający za Susan Kong, po chwili atakuje Explorera, by z niego wyszła Susan. Ta uspokaja goryla i każe mu się uspokoić. King Kong słucha jej się i beznadziejnie patrzy na odpływający Explorer.
W Nowym Jorku komandor Nelson oznajmia w siedzibie ONZ o istnieniu King Konga i zostaje poinstruowany, by powrócić na wyspę Mondo celem dalszych badań. Na konferencji prasowej obecna jest Madame Pirania. Informuje doktora Who, że daje mu więcej czasu na wydobycie Elementu X. Doktor Who decyduje się, by tym razem wykorzystać King Konga. Wraz ze swoimi ludźmi wyrusza na wyspę Mondo i usypia Konga. Protestujący mieszkaniec wyspy Mondo zostaje zastrzelony przez doktora Who. Gdy King Kong zostaje zabrany z wyspy, ekspedycja załogi Explorer odkrywa jego brak. Dowiadują się od jeszcze żyjącego tubylca, że Kong został porwany przez diabelską figurę. Nelson domyśla się, że chodzi o doktora Who, którego dobrze zna.
Na Biegunie Północnym uwięziony King Kong bierze Mechani-Konga za innego przedstawiciela swego gatunku. Robot otrzymuje urządzenie do hipnozy King Konga. Zahipnotyzowany goryl zaczyna posłusznie wykopywać Element X, jednak przez radioaktywność zostaje wyrwany z transu. Chce uciec, ale w porę zostaje zamknięty. Doktor Who czuje, że załoga Explorer może być kluczem do kontroli nad King Kongiem i podstępem ją porywa. Doktor Who wita Nelsona i próbuje zdobyć zaufanie Nomury i Susan. Madame Pirania pomaga także uwieść Nelsona. Gdy plan złoczyńców spala się na panewce, Susan, Nomura i Nelson zostają zamknięci, żeby zostać zamrożonymi na śmierć. Kong coraz bardziej agresywnie chce wyrwać się ze swej celi i udaje mu się z niej uciec.
Mechani-Kong zostaje wysłany, by schwytać King Konga, jednak ten wymyka wskakując do wody i odpływając. Doktor Who zamierza za wszelką cenę schwytać King Konga przy pomocy Mechani-Konga, płynąc swym statkiem. Kong zostaje zlokalizowany w Zatoce Tokijskiej. Obawiając się, że jej ojczyzna stanie się bohaterem międzynarodowego skandalu Madame Pirania zmienia zdanie i uwalnia Nelsona, Nomurę i Susan. Kong dociera do Tokio, jednak w porę Nelson informuje władze, by nie atakować potwora. Susan przybywa do King Konga, który się uspokaja. Nagle zjawia się Mechani-Kong i hipnotyzuje Konga. Nomura z za pomocą  strzelby niszczy hipnotyzujące urządzenie i wolny Kong rozpoczyna walkę z Mechani-Kongiem. W trakcie walki Mechani-Kong porywa Susan i udaje się z nią na Tokyo Tower. King Kong również wspina się na Tokyo Tower i kontynuuje pojedynek z mechanicznym odpowiednikiem.
Tymczasem na swym okręcie doktor Who dowiaduje się o zdradzie Madame Piranii i zabija ją. Przed śmiercią udaje jej się zniszczyć urządzenie sterujące Mechani-Kongiem powodując u niego paraliż. King Kong ratuje Susan i odstawia ją w bezpieczne miejsce, skąd zostaje eskortowana przez Nomurę. Mechani-Kong spada z Tokyo Tower rozbijając się na kawałki. Następnego dnia Susan, Nelson i Nomura docierają do portu, z którego chce uciec doktor Who. Towarzyszący im Kong niszczy okręt doktora Who, zabijając wszystkich na pokładzie. Susan widzi jak King Kong odpływa i chce go zawołać do powrotu. Nelson mówi, żeby pozwolić Kongowi wrócić na wyspę Mondo, bo ten ma już dosyć cywilizacji.

## Obsada
- Rhodes Reason – kmdr Carl Nelson
- Kei Taguchi – kmdr Carl Nelson (głos, wersja japońska)
- Linda Miller – por. Susan Watson
- Akiko Santō – por. Susan Watson (głos, wersja japońska)
- Julie Bennett
  - por. Susan Watson (głos, wersja USA),
  - Madame Pirania (głos, wersja USA)
- Akira Takarada – kmdr ppor. Jiro Nomura
- Paul Frees
  - kmdr ppor. Jiro Nomura (głos, wersja USA),
  - dr Who (głos, wersja USA),
  - różne role (głos, wersja USA)
- Hideyo Amamoto – dr Who
- Mie Hama – Madame Pirania
- Ikio Sawamura – mieszkaniec wyspy Mondo
- Ryūji Kita – inspektor policji
- Haruo Nakajima
  - King Kong,
  - jeden z gapiów
- Hiroshi Sekita –
  - Mechani-Kong,
  - Gorozaur,
  - członek sztabu wojskowego

## Produkcja
Tōhō po sukcesie King Kong kontra Godzilla planowało stworzyć tym razem samodzielny film z udziałem King Konga, póki ich licencja nie wygasła. Przystąpiono do produkcji Sōsa Robinson Kurūsō: Kingu Kongu tai Ebira (jap. 操作ロビンソン·クルーソー：キングコング対エビラ; pol. Operacja Robinson Crusoe: King Kong kontra Ebirah). Jednakże Daniel O’Shea, szef RKO General miał obiekcje do scenariusza.
W tym samym czasie studio Rankin/Bass, widząc sukces swej kreskówki The King Kong Show postanowiło wykorzystać możliwość jej stworzenia pełnometrażowej wersji, jaką oferowała umowa z RKO General. Arthur Rankin Jr. zlecił Williamowi J. Keenanowi scenariusz, w którym King Kong stacza walkę z Mechani-Kongiem, swoją mechaniczną kopią wykonaną przez doktora Who. Obaj przeciwnicy pojawiali się regularnie w kreskówce.
O’Shea zezwolił Tōhō na stworzenie filmu pod warunkiem wykorzystania skryptu Rankin/Bass i nadzoru produkcji pod okiem Arthura Rankina Jr. Tōhō zgodziło się na propozycję. Takeshi Shimura zmodyfikował skrypt Keenana, m.in. zastępując występującą w The King Kong Show rodzinę Bondów na załogę łodzi podwodnej ONZ. Planowany wcześniej Sōsa Robinson Kurūsō: Kingu Kongu tai Ebira Tōhō przerobiło na Ebirah – potwór z głębin zastępując King Konga Godzillą.

### Casting
Arthur Rankin Jr. do głównych ról zatrudnił amerykańskich aktorów celem przyciągnięcia zachodniej widowni. Do roli komandora Nelsona zatrudnił aktora telewizyjnego Rhodesa Reasona, a do roli por. Susan Watson modelkę Lindę Miller, która mieszkała wówczas Japonii. Reason w wywiadzie przyznał, iż wiedział, że film będzie słaby i wystąpił w nim tylko dlatego, że chciał zwiedzić Japonię. Początkowo Akiko Wakabayashi miała zagrać rolę Madame Piranię, ale jej miejsce zajęła Mie Hama, ponieważ stała się wolna bez przedłużania kontraktu z Tōhō.

### Realizacja
Ucieczka King Konga była zaplanowana jako centrum świętowania 35-lecia Tōhō. Zdjęcia były kręcone wiosną 1967 roku z przerwą na Złoty Tydzień. Sceny na wyspie Mondo kręcono na wyspie Izu Ōshima, gdzie prace trwały do około czterech tygodni, ponieważ przez dwa pierwsze tygodnie zdjęcia nie były możliwe z powodu ciągłych opadów.
Rankin Jr. obawiał się, że strona japońska zechce „zrobić film głupszy bardziej niż to potrzebne” i kazał Reasonowi „trzymać oko na nich”. Reason nie był przekonany do japońskiego stylu  kręcenia filmu i po latach w wywiadzie przyznał, że uważał Ishirō Hondę za co prawda dobrego rzemieślnika, jednak pasującego bardziej do telewizji. Reason przepisywał swoje dialogi i nie zawsze podążał za wskazówkami Hondy. Mimo to, Honda polubił pracę z Reasonem. Wg asystenta Hondy, Seijiego Taniego było spowodowane tym, że Reason i Honda mieli ten sam typ osobowości. Także Reason miło wspominał pracę nad filmem i po latach miał o nim lepsze zdanie.
Ucieczka King Konga odpowiadała na trendy, gdzie filmy kaijū stawały się coraz bardziej kierowane do dzieci, co było zauważalne w wątkach ludzkich. Ishirō Honda z ogromną niechęcią dostosowywał się do ram zawężających się ograniczeń gatunku. Szczególnie nienawidził tego Seiji Tani narzekając, że „w późniejszych latach aspekt ludzkiego dramatu stawał się coraz cieńszy”. Skończyło się dyskusją z producentem Tomoyukim Tanaką, gdzie Tani zapytał się go wprost, dlaczego nie mogą robić tego samego rodzaju filmów, ale bardziej nastawionych na dorosłych: „[Tanaka] spojrzał na mnie z bardzo zmartwioną miną. Odpowiedział: »Wytwórnia ciągle nam każe kierować marketing na rynek dziecięcy, a jeśli nie przyciągniemy dzieci, nie będziemy w stanie uzyskać wystarczającej ilości biletów.«. Honda-san miał bardzo gorzki uśmiech na twarzy”.

### Efekty specjalne
Reżyserem efektów specjalnych został Eiji Tsuburaya. Gorozaura oraz morskiego węża i walki z nimi wzorowano na scenach z teropodem i tanystrofem w King Kongu.
Tōhō naciskało na Ishirō Hondę i Eijiego Tsuburayę, by umieścić więcej krwawych i brutalnych scen, które były popularne w ówczesnych serialach telewizyjnych typu tokusatsu. Tsuburaya sprzeciwił się temu, twierdząc, że przemoc tego typu jest dobra w telewizji, zaś Honda się z nim zgodził. Szczególnie było to widoczne w scenie śmierci Gorozaura, gdy toczył pianę z pyska zamiast krwi.
Głowy King Konga, Mechani-Konga i węża morskiego wymodelował Teizō Toshimistu, gdy ich ciała Yasuei Yagi. Z kolei kostium Gorozaura stworzył Nobuyuki Yasumaru po konsultacji z Yasuyukim Inoue. Oprócz kostiumów skonstruowano pełnowymiarowe modele prawej ręki i ucha Konga i prawej ręki Mechani-Konga, a także różne pacynki i miniaturowe lalki.
W odpowiedzi na krytykę dotyczącą wygląda King Konga w poprzednim filmie, nowy kostium został wymodelowany tak, aby wierniej przypominał goryla, podobnie jak oryginalny projekt postaci. Głowa kostiumu została zbudowana z systemem sterowania radiowego, który umożliwiał otwieranie i zamykanie powiek i ust. Wykonano również dwie maski: jedną do akcji, a drugą do zbliżeń, obie wykonane z tej samej gipsowej formy. Zamiast drążków, które powodowały, że w ramionach Konga brakowało stawu łokciowego u Kinga, ramiona nowego skafandra zostały skonstruowane w taki sposób, że ramiona Nakajimy niezależnie przesuwały podpory w przedramieniu Konga, umożliwiając bardziej naturalne ruchy ramion.
Pierwotnie japońska strona miała własny pomysł na wizerunek Mechani-Konga. Jednakże Mechani-Kong miał zastrzeżone prawa autorskie, to strona amerykańska zaprojektowała wygląd robota. Japońskiej stronie nie spodobał się, więc w wyniku kompromisu połączono elementy z obu pomysłów. Kostium został zbudowany z materiału używanego w matach do kąpieli. Początkowo nie było ochronnych nakładek na ramionach wewnątrz skafandra, ale zostały one dodane podczas kręcenia. Dwa zestawy ramion, długa para i krótka para, zostały skonstruowane i używane zamiennie do skafandra. Niektóre materiały podały, że ze względu na różnicę długości ramion powstały dwa kostiumy, czemu zaprzeczał Yasumaru. Oczy Mechani-Konga zostały oświetlone przez 8-milimetrową lampę do projektora, a w scenie Tokyo Tower użyto również ręcznie obsługiwanej lalki. Resztki Mechani-Konga po jego upadku z Tokyo Tower składały się z płytek obwodów telewizyjnych i fragmentów rekwizytów  atomowych dział cieplnych z Mothry i czołgów Maser Type 66 z Pojedynku potworów.
Tworząc kostium Gorozaura Yasumaru opracował nową technikę tworzenia kostiumów na bazie uretanowych pałeczek w kształt akordeonu, którą potem wykorzystano w dalszych produkcjach tokusatsu. Skórze potwora została nadana faktura określana przesz Yasumaru „oślizgła”, ponieważ ten chciał nadać kontrast z szorstko wyglądającą skórą Godzilli. Głowa została wykonana osobno. Yasumaru stworzył prototyp głowy Gorozaura z gliny wodnej, umieszczając w kostiumie balon, aby wywołać ruchy gardła. Ponieważ głowa stała się ciężka z powodu mechanizmu używanego do otwierania i zamykania ust, podczas filmowania głowica została przymocowana do drutu fortepianowego. Na jego skórę nałożono wycięty lateks zmieszany z trocinami, aby uzyskać poczucie twardości i masy. Nowy sposób wykonania kostiumu przez Yasumaru zaimponował Tsuburayi, który przydzielił go do tworzenia kostiumów potworów w następnych produkcjach.  
King Konga zagrał Haruo Nakajima, który w tym celu studiował zachowanie goryli w zoo. Zarówno Mechani-Kong jak i Gorozaur zostali zagrani przez Hiroshiego Sekitę.

### Postprodukcja
Kwestie Rhodesa Reasona i Lindy Miller zdubbingowano język japoński na potrzeby tamtejszego rynku.
Przygotowując na rynek amerykański Rankin Jr. zlecił zdubbingowanie filmu przez znanych aktorów głosowych i skrócił film o 8 minut. William J. Keenan przetłumaczył japońskie kwestie na język angielski, gdzie dokonał paru modyfikacji. W wersji amerykańskiej Madame Pirania nazywała się Madame X, a Mechani-Kong Robot Kong. Dubbing wykonało studio Glen Glenn Sound. Według Rhodesa Reasona Paul Frees zdubbingował wszystkie role męskie w filmie oprócz jego własnej. Linda Miller, mimo że była rodowitą Amerykanką w amerykańskiej wersji filmu, została zdubbingowana przez aktorkę głosową Julie Bennett, co nie spotkało się z aprobatą Miller. Po wstępnym pokazie Daniel O’Shea zadowolony z efektu końcowego wykupił od Tōhō prawa do amerykańskiej dystrybucji i sprzedał je Universal Pictures.

## Odbiór

### Premiera
W Japonii Ucieczka King Konga miała premierę 22 lipca 1967 roku w podwójnym pokazie z Ultramanem, będącym kompilacją odcinków 1, 8, 26-27 oryginalnego serialu telewizyjnego. Film wznowiono w japońskich kinach w 1973 roku w ramach bloku filmowego dla dzieci Toho Champion Festival. Amerykańska premiera odbyła się 19 czerwca 1968 roku w podwójnym pokazie z Najgorszym rewolwerowcem Dzikiego Zachodu.
W Polsce film miał premierę kinową w marcu 1971 roku w podwójnym pokazie z animowanym Szatańskim tempem z serii Kochajmy straszydła z 1970 roku. Następnie został wydany w lutym 1992 roku na VHS przez Vision.

### Wynik finansowy
W Japonii film nie odniósł sukcesu finansowego. Według Steve’a Ryfle’a i Eda Godziszewskiego spowodowane było zwiększeniem popularności seriali pokroju Ultra Seria kosztem kinowych filmów typu kaijū oraz słabnącą popularnością King Konga, czego dowodem były większe zyski konkurencyjnych Gamera kontra Gyaos i The X from Outer Space. W Stanach Zjednoczonych i Kanadzie film przyniósł dochód w wysokości 1 miliona dolarów, co odpowiada szacunkowym wpływom ze sprzedaży biletów na około 3 miliony dolarów.

### Recenzje
Chieo Yoshida z „Kinema Junpo” dał pozytywną recenzję Ucieczce King Konga, zwracając uwagę na „smutną atmosferę” nieodwzajemnionej miłości Konga i „interesujące” zestawienie prymitywnej małpy i jej technologicznego duplikatu: „Postrzegam to jako [satyryczny] pogląd twórcy na współczesny świat, w którym wszystko musi zostać zmechanizowane”. Jednocześnie wyraził zaskoczenie kontrastem targetu: „Ale jeśli oni kierują do dzieci, co tu robi niepohamowany seksapil Mie Hamy? Może to mały prezent dla ojców, którzy mają przyprowadzić dzieci do kin?”
Vincent Canby dla „The New York Times” dał negatywną recenzję, komentując: „Japończycy... wszyscy dajemy kciuki w górę, jeśli chodzi o tworzenie filmów o potworach, takich jak Ucieczka King Konga. Filmowcy z Toho są całkiem dobrzy w budowaniu miniaturowych zestawów, ale większość fotografii procesowej - dopasowywanie miniatur do ujęć w pełnej skali - jest po prostu zła... fabuła jest beznadziejnie prymitywna...”. „Film Bulletin” z 15 lipca 1968 roku ocenił film pozytywnie, mówiąc: „Dorośli, którzy lubią swoją rozrywkę na poziomie komiksowym, z pewnością uznają to za dobrą zabawę i wydanie Universal (wyprodukowane w Japonii) ma wiele szumnych kątów, aby przyciągnąć dużą liczbę wolnych od szkoły dzieci”.
Lucjan Kydryński na łamach „Przekroju” dał pozytywną recenzję, twierdząc że film zainteresuje młodzież, a braki fabularne wynagradzają efekty specjalne. Recenzja z „Filmu” była pozytywna, doceniając efektowność szczególnie w kontekście finałowego pojedynku King Konga z Mechani-Kongiem – „Wystarczy niewiele: kawałek zręcznego scenariusza, fachowiec od tricków i szczypta reżyserskiej fantazji”.
Wielu fanów fantastyki naukowej zwraca humorystycznie na fakt, że główny antagonista filmu – doktor Who nazywa się tak samo jak tytułowa postać z brytyjskiego serialu Doktor Who.

### Dziedzictwo
Tōhō chciało ponownie użyć King Konga po tym filmie i ten miał uwzględniony we wczesnej wersji roboczej filmu Zniszczyć wszystkie potwory, ale przeszkodą było wygaśnięcie licencji. Jednak kostium King Konga został wykorzystany do stroju Gorilli – jednego z potworów występujących w serialu tokusatsu Ike! Gurīnman.
Tōhō wprowadziło postać Gorozaura do serii filmów z Godzillą oraz serialu Ike! Goddoman z 1972 roku jako jednego z przeciwników tytułowego bohatera, używając tego samego kostiumu z Ucieczki King Konga.
Mechani-Kong stał się główną inspiracją dla Mechagodzilli, robotycznego odpowiednika Godzilli. W latach 1991–’92 rok planowano stworzyć Gojira no gyakushū (jap. ゴジラの逆襲, pol. Kontratak Godzilli) oraz Mikuro Supā Batoru Gojira tai Gigamosu (jap. ミクロスーパーバトル ゴジラVSギガモス, pol. Mikro Super Bitwa: Godzilla kontra Gigamoth), gdzie Mechani-Kong był przeciwnikiem Godzilli. Na przeszkodzie stały komplikacje z prawami autorskimi.

## Odniesienia w kulturze popularnej
- Mechani-Kong był ulubionym potworem Kōichiego Kawakity, reżysera efektów specjalnych Heisei – drugiej serii filmów z Godzillą i wielokrotnie chciał w niej go umieścić. Stworzony przez niego potwór Bulgario z serialu Genseishin Jasutiraizā i filmu Gekijō-ban Chōsei Kantai Seizā Ekkusu Tatakae! Hoshi no Senshi-tachi otrzymał wygląd przeznaczony dla Mechani-Konga z serii Heisei[26].
- Robo-Yeti z serialu animowanego Godzilla jest inspirowany Mechani-Kongiem[29].
- Mecha Pon z gry komputerowej Strider powstał jako hołd dla Mechani-Konga[30].
- W greckim filmie Enas Vengos gia oles tis douleies w kinie jest pokazana Ucieczka King Konga.
- Detektor goryli doktora Bunsena w 16. odcinku Muppet Show wygląda dokładnie jak głowa Mechani-Konga[31].
- Mecha-Gorillasaur z odcinka Mrocznych przygód Billy’ego i Mandy pt. Giant Billy and Mandy All Out Attack jest parodią Mechani-Konga[32].
- Congar z gry War of the Monsters jest inspirowany King Kongiem i Mechani-Kongiem[33][34].
- W finale odcinka Maski pt. Broadway Malady Sir Andrew Wymoczek celem zniszczenia Maski siedzi za sterami mechanicznej małpy[35].
- W odcinku serialu komediowego The Sandra West Diaries pt. Girls Night Out Sandra West ogląda amerykański zwiastun Ucieczki King Konga[36].
- W serialu anime Godzilla: Singular Point trzecia forma Godzilli – Godzilla Terrestris wizualnie nawiązuje do Gorozaura[37].